# Riu Prónia
El riu Prónia és un riu de Rússia, de les óblasts de Riazan i Tula, afluent per la dreta del Volga.

## Geografia
Té una llargària de 336 km, rega una conca hidrogràfica de 10.800 km² i un cabal mitjà d'uns 50 m³/s prop de la desembocadura. Neix prop de la divisòria d'aigües entre el Volga i el Don, al nord-est de la Meseta Central Russa, 20 km al sud de Mijàilov en el sud-oest de l'óblast de Riazan, concretament prop del llogaret Luzhki. Al principi el riu discorre per una estreta vall cap al nord, traçant a continuació una ampla corba cap a l'oest i després al sud-oest. Uns 15 km a l'est de Kímovsk entra en l'óblast de Tula. Torna cap al nord i és embassat al l'embassament. A l'oest d'Oktbriaski gira cap a l'est. Poc després travessa Mijàilov. Pren direcció est i més tard sud-est.
Travessa l'assentament de tipus urbà de Pronsk, i en arribar a Novomitxúrinsk les seves aigües són embassades una altra vegada. Passa al nord de Korablinó, girant al nord i desemboca una mica al sud de Spask-Riazanski en el Okà.
El riu és apreciat pels pescadors i és navegable en el seu curs inferior en el temps que està lliure de gel, és a dir, generalment des d'abril a novembre.

## Principals afluents
Per la dreta:
- Kerd
- Ránova